# Dieter Junghans
Dieter Junghans (* 19. Februar 1959 in Bardenberg) ist ein deutscher Manager und seit 1997 Chief Executive Officer (CEO) des Handelsunternehmens Fairway.

## Leben und Wirken
Nach seinem Abitur am Einhard-Gymnasium in Aachen durchlief Junghans zunächst eine Banklehre und studierte anschließend von 1979 bis 1983 Betriebswirtschaftslehre an der RWTH Aachen. Im Anschluss daran arbeitete er in französischen und schweizerischen Werbeagenturen und absolvierte ein Praktikum beim amerikanischen Versandhaus „The Sharper Image“ in San Francisco, einem Spezialisten für originelle Haus-, Garten- und Freizeit-Accessoires.
Nach seiner Rückkehr nach Aachen gründete Dieter Junghans zusammen mit seinem Vater Lothar Junghans (1926–2012) im September 1985 im Rahmen einer Diversifizierung das Spezialversandhaus „Pro Idee“, das aus der 1954 von Dieters Großvater Erhard Junghans gegründeten Firma „Wollversand Junghans“ hervorgegangen ist. Mit dem Ausscheiden von Lothar Junghans aus dem Wollversandhandel im Jahr 1997 übernahm Dieter Junghans als CEO zusammen mit Ulf Bergjohann als Geschäftsführer unter der Firmierung „Fairway“ die gesamte Unternehmensgruppe mit rund 600 Mitarbeitern. Im Jahr 2004 wurde Junghans mit dem Titel „Entrepreneur des Jahres 2004“ ausgezeichnet.
Darüber hinaus war Junghans von 2006 bis 2018 Vorstandsmitglied in der „European eCommerce and Omni Channel Trade Association“ (EMOTA), davon von 2008 bis 2011 als deren Präsident. Auf nationaler Ebene gehört er seit vielen Jahren als Vizepräsident dem Bundesverband E-Commerce und Versandhandel Deutschland (BEVH) an.
In seiner Freizeit ist Junghans als Golfer im „The EAGLES Charity Golf Club e.V.“ in München aktiv und gehörte von 2012 bis 2016 dem Aufsichtsrat des Aachen-Laurensberger Rennvereins (ALRV) an.